# Mea Shearim

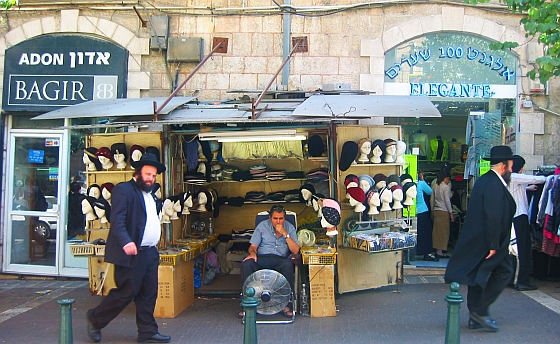
Rua de Mea Shearim

Mea Shearim (significado literal: cem portas) é um famoso bairro de Jerusalém, habitado na sua maioria por judeus ultraortodoxos. Situa-se na proximidade das muralhas da cidade velha de Jerusalém. Durante o Shabat as ruas são fechadas e o trânsito impedido.

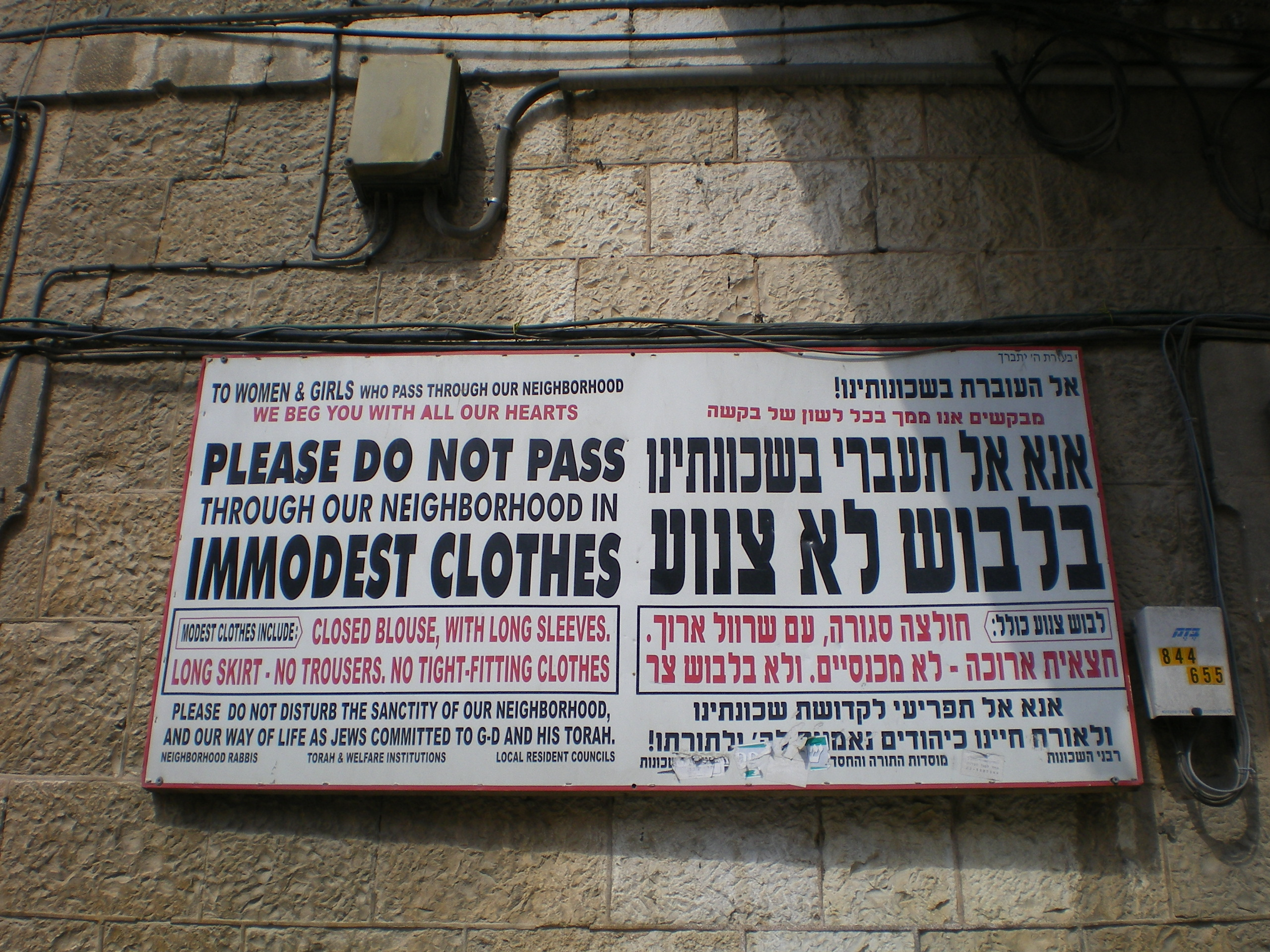
Cartaz à entrada do bairro Mea Shearim

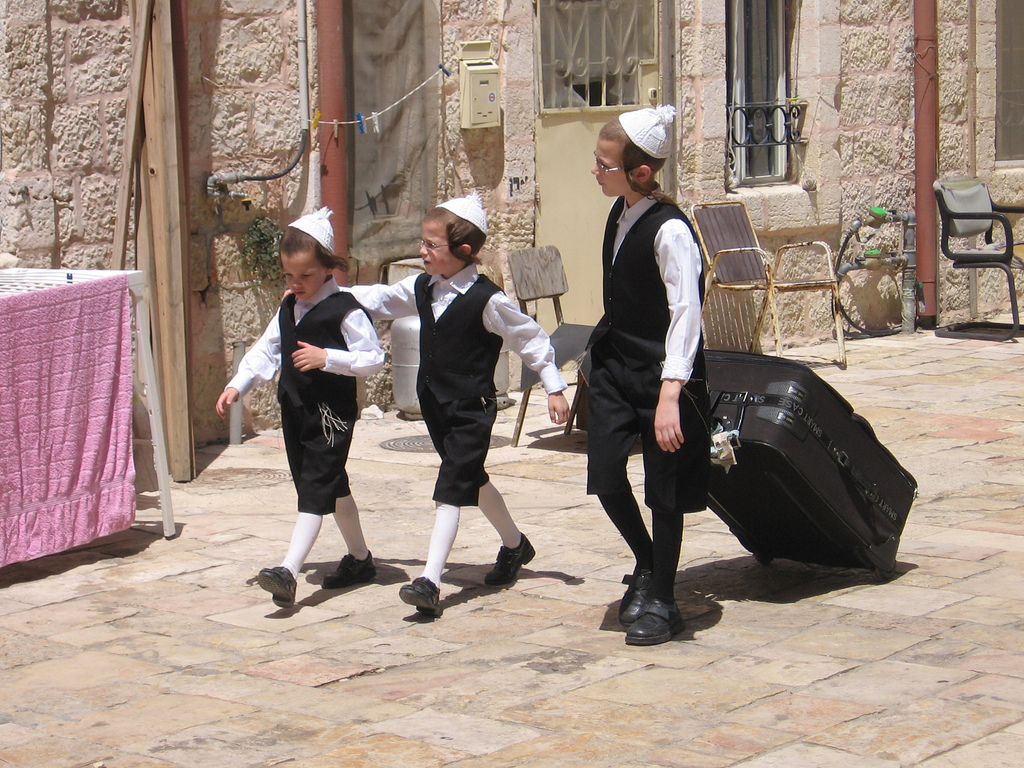
Crianças em Mea Shearim, 2007

O nome Mea Shearim provém de um versículo do Parashá que foi lido na semana em que a comunidade se estabeleceu: "E semeou Isaac aquela mesma terra, e colheu nesse mesmo ano cem medidas, (מאה שערים, mea shearim) porque o Senhor o abençoava (Génesis 26:12). De acordo com a tradição, a comunidade tinha originalmente 100 portões, outro significado de mea shearim.
Foi construído ao longo do século XIX, já que a vida nos bairros muito centrais e antigos de Jerusalém era demasiado incómoda. O bairro estava composto de casas de dois quartos para dez pessoas e que, construídas umas junto às outras, formavam uma muralha natural, enquanto as escolas estavam no núcleo antigo da cidade.
A Guerra de 1948 deixou Mea Sharim nas mãos de Israel, e o núcleo antigo da cidade passou para o domínio jordano. Quando se criou o Estado de Israel, teve-se em conta a população de Mea Shearim e os seus objetivos particulares. O direito primordial de qualquer judeu religioso de regressar a Israel, sem temer misturar-se com a sociedade moderna e civil, foi respeitado, já que o direito ao retorno se aplicava tanto a ortodoxos como a laicos.